# Friedrich Böckmann
Friedrich Böckmann (* 18. Februar 1923 in Altenbögge; † 3. Juli 1999 in Kamen) war ein deutscher Kommunalpolitiker und ehrenamtlicher Landrat (SPD).

## Leben und Beruf
Nach dem Schulbesuch war er als Praktikant im Reichsbahnausbesserungswerk Schwerte beschäftigt. Im Anschluss an den Kriegsdienst absolvierte er in den Jahren 1945 bis 1947 eine Lehrerausbildung. Böckmann war bis 1976 im Schuldienst, zuletzt als Sonderschulrektor tätig. Er war verheiratet und hatte zwei Kinder.
Mitglied des Kreistages  Unna war er von 1969 bis 1988. Vom 14. Dezember 1970 bis zum 18. Februar 1988 war Böckmann Landrat des Kreises. Von 1961 bis 1971 gehörte er dem Gemeinderat Bönen an. Von 1964 bis 1971 bekleidete er das Amt des Bürgermeisters der Gemeinde Bönen. Als Landrat vertrat er den Kreis Unna in verschiedenen Gremien des Landkreistages NRW.
Am 7. Dezember 1983 erhielt Böckmann die Eberle-Medaille des Westfälisch-Lippischen Sparkassen- und Giroverbandes und am 18. Februar 1988 die Ehrenmedaille des Kreises Unna. Die „Freiherr-vom-Stein Medaille“ in Silber wurde ihm vom Landschaftsverband Westfalen am 1. März 1990 verliehen. Den Verdienstorden des Landes Nordrhein-Westfalen erhielt er am 13. Mai 1992 aus den Händen von Johannes Rau.